# Yévédougou
Yévédougou est une commune située dans le département de Bomborokuy de la province de Kossi au Burkina Faso.

## Santé et éducation
La commune accueille un centre de santé et de promotion sociale (CSPS).